# Matt Sanchez
Matt Sanchez (1 de Dezembro de 1970) é um jornalista e ex-ator pornográfico que  serviu como reservista nas Forças Armadas Estadunidenses, especificamente na Marinha.
Em Março de 2007, Sanchez foi premiado com o "Jeane Kirkpatrick Academic Freedom Award" na Conservative Political Action Conference.
A conferência recebeu atenção quando Ann Coulter referiu-se a John Edwards como uma "bicha".
Pouco depois, foi revelado que Sanchez já havia atuado em filmes pornográficos gays nos anos de 1990, usando os nomes de Pierre LaBranche e Rod Majors.
Ele estava envolvido nas controvérsias de Scott Thomas Beauchamp  com uma das fontes do caso.

## Investigações

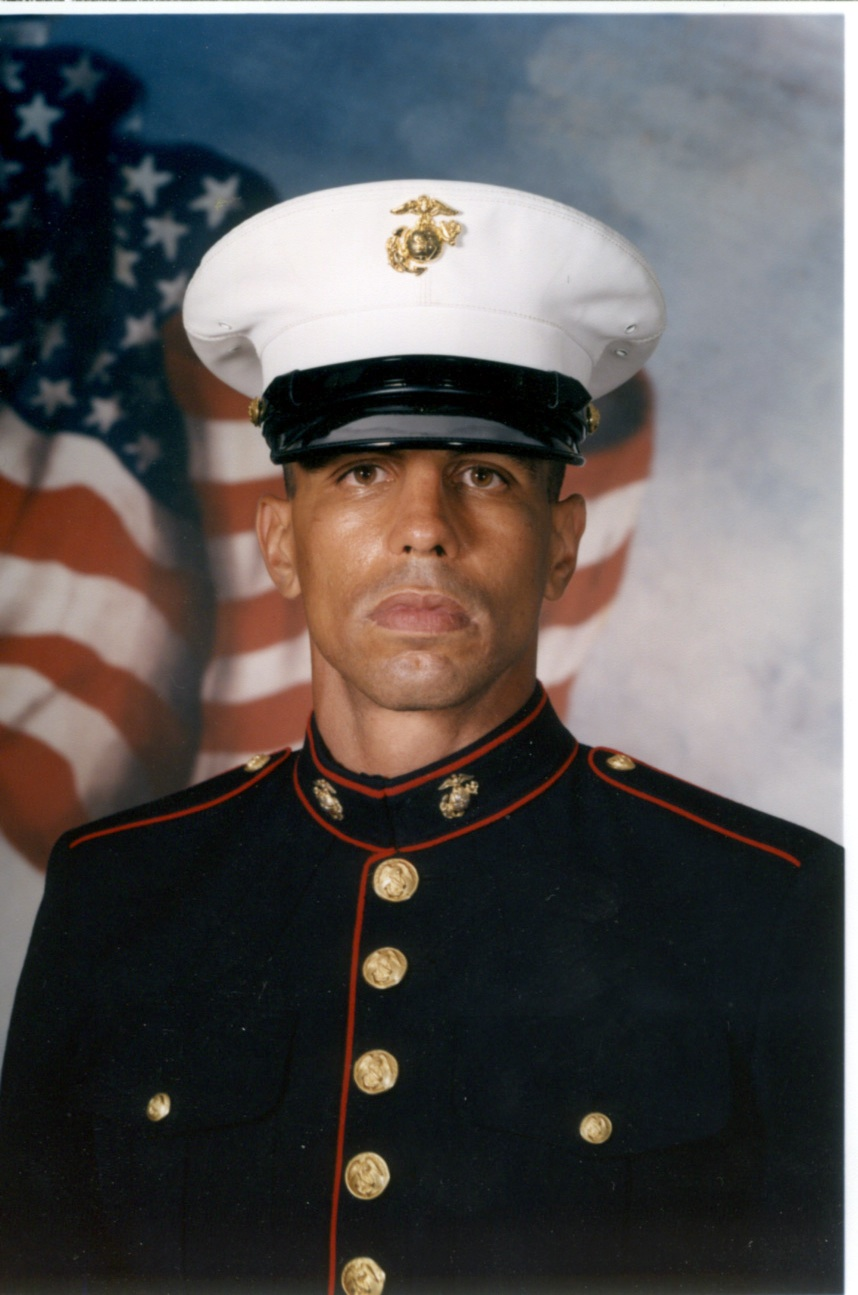
Sanchez com o uniforme dos Fuzileiros Navais em 2003

Em 2003, Sanchez juntou-se aos Fuzileiros Navais e foi treinado como mecânico de refrigeração com posto de cabo.
Em 16 de Março de 2007, John Hoellwarth, um escritor da Military Times Media Group, reportou que Sanchez era alvo de um inquérito na marinha devido a sua participação em filmes gays e coisas parecidas.
Uma preocupação era saber se "Sanchez havia se alistado antes de terminar a carreira como ator pornográfico," "se reservas da marinha são proibidos de fazer pornografia mesmo quando não estão no trabalho ativo," e "como a atual política de 'don't ask, don't tell' deve ser aplicada."
Em um artigo publicado em 1 de Abril de 2007 pela Marine Corps Times, Hoellwarth escreveu que a Marinha também estava investigando rumores se Sanchez  "estava tentando levantar fundos para as operações militares no Iraque." De acordo com o artigo, um investigador da marinha acusou Sanchez de "coordenar um pagamento de $300 da New York City United War Veterans Council e $12,000 da U-Haul."
Sanchez disse ao jornal que as denúncias eram "totalmente falsas,"  e que ele nunca coletou fundos para essas organizações.

## Ativismo
Em 2005, ainda como calouro da Columbia University School of General Studies, Sanchez afirmou que ele foi perseguido por outros estudantes no inicio de 2005 quando estava procurava adentra à Columbia Military Society. Segundo Sanchez, ele foi abordado por membros da International Socialist Organization, e por grupos de oposição à Guerra do Iraque no campus dizendo ele era idiota por tentar servir no exército.  Segundo Mark Xue, presidente da sociedade militar em que Sanchez queria se alistar, "Eles estavam dizendo que ele era estupido e ignorante, e que estava sendo alvo de uma lavagem cerebral e usado para ser uma minoria no exército. "
Sanchez fez algumas queixas formais para a administração da universidade, que investigando descobriu os grupos e puniu três estudantes.

Monique Dols, uma das estudantes, afirmou que a acusação de Sanchez era falsa e "era uma campanha de descrédito contra nós."
Sanchez e outros em um grupo estudantil chamado MilVets, uma organização dentro do campus para estudantes veteranos, demonstraram a sua frustração contra a falta de respeito contra os estudantes mais antigos. Em fevereiro de 2006, a universidade incluiu em seu regulamento a proibição de perseguições "militares ". Segundo a universidade, essa não era uma mudança de politica, mas apenas uma "classificação semântica".

## Mídia
Em 4 de Dezembro de 2006, Sanchez escreveu um artigo de opinião ao New York Post, intitulado,
"Diversity Double-Talk: Ivy's 'Inclusion' excludes Military," o que o levou a ser convidado para participar de diversos talk shows conservadores em Janeiro de 2007 para relatar o ocorrido.
Em 2 de Março de 2007, Sanchez foi premiado com o Jeane Kirkpatrick Academic Freedom Award no evento anual da Conservative Political Action Conference (CPAC). Um apresentador inicial da conferência, Ann Coulter, fez uma declaração controvérsa no evento, referindo-se indiretamente ao candidato à presidência John Edwards com uma "Bicha". Em um artigo para a Salon.com, Sanchez discursou como uma fotografia dele na conferência com Coulter trouxe a atenção de blogueiros, tendo um deles reconhecido ele como ex-ator de pornografia gay. No mesmo artigo, Sanchez afirmou que os blogueiros o compararam a Rich Merritt, autor de Secrets of a Gay Marine Porn Star, e Jeff Gannon, um jornalista conservador que foi garoto de programa gay.

## Comentários
Matt Sanchez fez comentários e reportagens para a WorldNetDaily
e Foxnews.com, incluindo como repórter enviado no Afeganistão. Seu trabalho já apareceu na National Review Online, The Weekly Standard, e na Human Events.
Sanchez era uma fonte associada ao programa de Scott Beauchamp,  "Baghdad Diarist", tendo sua escrita aparecido no The New Republic.
A história se tornou nacionalmente conhecida quando blogueiros militares e o editor da Weekly Standard, Michael Goldfarb levantou duvidas sobre a veracidade das reportagens de "Baghdad Diarist".

## Videografia selecionada
No coeço dos anos 1990, Sanchez atuou em filmes gays, aparecendo como Pierre La Branche e Rod Majors.  Entrementes, em uma entrevista de 2007, Sanchez comentou que "Eu não gosto de pornografia, isso reduz a mente, achata a alma " e que ele considera a sua carreira pornográfica um período de sua vida já superado.

| Como "Rod Majors" - Jawbreaker, 1994 (Catalina Video) - Idol Country, 1994 (HIS Video) | Como "Pierre LaBranche" - Call of the Wild, 1992, (Kristen Bjorn Video) - Montreal Men, 1992, (Kristen Bjorn Video) |